# خط ۲ متروی اصفهان

نقشه خطوط مترو اصفهان

خط ۲ متروی اصفهان یک خط قطار درون شهری اصفهان است که از خیابان زینبیه (شهید غفاری) در شمال شرقی اصفهان آغاز شده و پس از طی مسیری به طول ۲۴٫۴ کیلومتر به خیابان کهندژ (شهید اشرفی اصفهانی) در غرب اصفهان می‌رسد. در ابتدا قرار بود خط مسیر زرین شهر،فولادشهر، فلاورجان و شهر ابریشم به دلیل جمعیت بیشتر افتتاح شود ولی  به خط ۳ مترو اصفهان تعویق داده شد. 
در این خط ۲۳ ایستگاه وجود دارد که اکنون فاز یک این مسیر که شامل ۱۶ ایستگاه می‌شود مورد تصویب قرار گرفته و اجرای آن آغاز شده‌است. قرار بوده است فاز نخست این خط (حدفاصل ایستگاه حرم زینبیه تا ایستگاه امام حسین) در آغاز سال ۱۴۰۳ به بهره‌برداری برسد.
فاز نخست خط ۲ مترو در ایستگاه امام حسین از زیر خط ۱ مترو وارد خیابان سپه شده و از زیر قسمت شمال میدان نقش جهان به سمت خیابان حافظ می‌رود. این خط در خیابان هاتف به سمت شمال ادامه می‌یابد و پس از عبور از روی میدان لاله در طول خیابان زینبیه ادامه می‌یابد.

## ایستگاه‌ها
| شماره | نام                              | موقعیت                               | وضعیت          | شروع به کار | توضیحات                                 |
| ----- | -------------------------------- | ------------------------------------ | -------------- | ----------- | --------------------------------------- |
| ۱     | ایستگاه دارک                     | محله دارک، خیابان دارک               | دردست ساخت     |             | دپو                                     |
| ۲     | ایستگاه حرم زینبیه               | حرم مطهر حضرت زینب                   | دردست ساخت     |             |                                         |
| ۳     | ایستگاه عاشق اصفهانی             | خیابان عاشق اصفهانی                  | دردست ساخت     |             |                                         |
| ۴     | ایستگاه عمان سامانی              | خیابان عمان سامانی                   | دردست ساخت     |             |                                         |
| ۵     | ایستگاه لاله                     | خیابان لاله، پارک لاله               | دردست ساخت     |             |                                         |
| ۶     | ایستگاه شاهد                     | خیابان شاهد                          | دردست ساخت     |             |                                         |
| ۷     | ایستگاه قدس                      | میدان طوقچی                          | دردست ساخت     |             | تلاقی با خط ۱ و ۲ اتوبوس تندرو          |
| ۸     | ایستگاه ابن سینا                 | خیابان ابن سینا                      | دردست ساخت     |             |                                         |
| ۹     | ایستگاه امام علی                 | میدان امام علی                       | دردست ساخت     |             |                                         |
| ۱۰    | ایستگاه نقش جهان                 | خیابان حافظ، سمت شرقی میدان نقش جهان | دردست ساخت     |             |                                         |
| ۱۱    | ایستگاه فلسطین (آمادگاه)         | خیابان فلسطین (آمادگاه)              | دردست ساخت     |             |                                         |
| ۱۲    | ایستگاه امام حسین                | میدان امام حسین (دروازه دولت)        | فعال           | ۱۳۹۶        | تلاقی با خط ۴ اتوبوس تندرو و خط یک مترو |
| ۱۳    | ایستگاه خلجا                     | خیابان خلجا                          | دردست ساخت     |             |                                         |
| ۱۴    | ایستگاه چهارسو (آیت الله کاشانی) | خیابان کاشانی، میدان چهارسو          | دردست ساخت     |             |                                         |
| ۱۵    | ایستگاه شهید خرازی               | بزرگراه شهید خرازی                   | دردست ساخت     |             |                                         |
| ۱۶    | ایستگاه کهندژ                    | خیابان کهندژ                         | دردست ساخت     |             |                                         |
| ۱۷    | ایستگاه جاوان                    |                                      | در مرحله طراحی |             |                                         |
| ۱۸    | ایستگاه صمدیه لباف               | خیابان صمدیه لباف                    | در مرحله طراحی |             |                                         |
| ۱۹    | ایستگاه رهنان                    |                                      | در مرحله طراحی |             |                                         |
| ۲۰    | ایستگاه پیام نور جوی آباد        |                                      | در مرحله طراحی |             |                                         |
| ۲۱    | ایستگاه شمس تبریزی               |                                      | در مرحله طراحی |             |                                         |
| ۲۲    | ایستگاه ماربین                   |                                      | در مرحله طراحی |             |                                         |
| ۲۳    | ایستگاه خمینی شهر                |                                      | در مرحله طراحی |             |                                         |

### ایستگاه متروی امام حسین
مهم‌ترین شاخصه ایستگاه امام حسین استفاده از معماری ایرانی در دوره اسلامی است. علاوه بر این، ایستگاه امام حسین بزرگ‌ترین ایستگاه خط یک قطار شهری اصفهان و یک ایستگاه تقاطعی محسوب می‌شود، زیرا خط دو نیز از این ایستگاه عبور می‌کند. مساحت این ایستگاه بالغ بر ۲۰۰۰۰ مترمربع است.

## ترابری عمومی

### سامانه اتوبوس تندرو اصفهان
خط دوم متروی اصفهان در ایستگاه‌های میدان امام حسین تا خمینی شهر با خط چهارم اتوبوس‌های تندرو اصفهان (پایانه جی-هشت بهشت-میدان امام حسین-خمینی شهر) تلاقی دارد.
همچنین در ایستگاه امام علی با خط سوم اتوبوس‌های تندرو اصفهان (پایانه ارغوانیه-جی-میدان امام علی-میدان جمهوری اسلامی) تلاقی دارد.
در ایستگاه طوقچی نیز با خط‌های اول (پل یزدآباد-میدان آزادی-میدان بزرگمهر-باقوشخانه) و خط دوم (پایانه آبشار-میدان احمدآباد-طوقچی-میدان جمهوری اسلامی) اتوبوس‌های تندرو تلاقی دارد.

### متروی اصفهان
خط دوم متروی اصفهان در ایستگاه امام حسین (دروازه دولت)، با خط ۱ متروی اصفهان (ملک شهر-میدان امام حسین-میدان آزادی-پایانه صفه) تلاقی دارد.

## توسعه خط
قرار است از ایستگاه کهندژ هفت ایستگاه به سمت خمینی شهر به نام‌های: جاوان - صمدیه لباف - رهنان - پیام نور - شمس تبریزی - ماربین و خمینی شهر اضافه شود و همچنین مسیری از ایستگاه شهید خرازی به سمت نجف‌آباد نیز اضافه شود که هم‌اکنون در مرحله طراحی است که جز طرح مترو برون‌شهری اصفهان-خمینی شهر و اصفهان-نجف آباد است و پیش‌بینی می‌شود تا سال ۱۴۰۴ افتتاح شود.